# Rémy Ebanega
Rémy Ebanega (* 17. November 1989 in Bitam) ist ein ehemaliger gabunischer Fußballspieler.

## Karriere

### Klub
Über den US Oyem und den FC 105 Libreville gehörte er einen weiten Teil seiner Karriere dem Klub in seiner Heimatstadt, dem US Bitam, an. Mit welchem er in der Saison 2009/10 den nationalen Meistertitel als auch den Pokal gewinnen konnte. Zur Saison 2012/13 wechselte er dann erstmals, in Frankreich schloss er sich in der zweiten Liga AJ Auxerre an. Hier kam er jedoch nur am Anfang und am Ende der Saison zum Einsatz, ansonsten lief er für die zweite Mannschaft in der fünften Spielklasse auf. Mit dieser stieg er dann auch in die vierte Liga auf, kam jedoch in der Folgesaison nicht mehr in der ersten Mannschaft zum Einsatz. Ab der Spielzeit 2014/15 versuchte er es noch einmal eine Liga höher bei CA Bastia. Aufgrund weiter anhaltender Kniebeschwerden kam er jedoch nur auf einige wenige Einsätze und beendete schließlich ein paar Jahre danach auch seine aktive Karriere.

### Nationalmannschaft
Seinen ersten Einsatz im Trikot der gabunischen Nationalmannschaft hatte er am 6. September 2011 bei einem 1:0 Freundschaftsspiel-Sieg über die Auswahl des Niger. Danach nahm er mit der U-23 seines Landes noch an der U-23 Afrikameisterschaft 2012 teil, mit der er in dieser Ausgabe den Titel gewinnen konnte, auch war er Teil des Afrika-Cup 2012. Seinen letzten Einsatz hatte er dann Ende 2014.

## Sonstiges
Er ist Mitbegründer der nationalen gabunischen Spielergewerkschaft ANFPG, welche sich unter anderem für gesicherte Lohnzahlungen der Klubs an die Spieler einsetzt.